# Mauda (jezioro)
Mauda – jezioro położone w północno-wschodniej Polsce, w województwie podlaskim, w powiecie suwalskim, w gminie Wiżajny.
Jezioro znajduje się przy granicy otuliny Parku Krajobrazowego Puszczy Rominckiej. Brzegi jeziora są dość wysokie, z olszami na brzegu i pasem trzcin w wodzie..